# Львівобленерго
Львівобленерго (Приватне акціонерне товариство «Львівобленерго», ПрАТ «Львівобленерго») — компанія, що здійснює постачання електричної енергії за регульованим тарифом споживачам Львівської області та передачу електричної енергії місцевими (локальними) електромережами. Забезпечує електроенергією 952 235 споживачів Львівської області. Відпуск електроенергії в мережу товариства становить 4 790,5 млн. кВт·год. Виробничі потужності становлять 4 945 МВт, довжина ліній електропередач всіх напруг 40 111 км.

## Історія
Наприкінці XIX століття у Львові активно обговорювалася проблема електрифікації міста і запровадження електричного трамвая. У 1893 році, магістрат ухвалив рішення про спорудження у місті ліній електричного трамваю до Галицької крайової виставки 1894 року. Було оголошено тендер, перемогу на якому здобула віденська компанія «Сіменс&Гальське». Під спорудження електростанції і трамвайного депо була вибрана ділянка на Вульці. 22 лютого 1894 року було змонтовано два пароелектричні блоки потужністю по 200 кінських сил, а 31 травня, коли електричний трамвай поїхав у свій перший рейс, вони запрацювали.
До відкриття трамвайного руху «Сіменс&Гальське» збудувала електростанцію постійного струму потужністю 400 кінських сил, що відповідає в сучасних одиницях вимірювання потужності 300 кВт. Для електричної тяги трамвайної колії протяжністю 8 км було закладено 36 км кабельних ліній постійного струму 500 В.
Згідно з контрактом, «Сіменс&Гальське» зобов'язувалася після двох років експлуатації, на вимогу міської ради, якщо така буде, продати місту трамвай і електростанцію. Так, у 1896 році місто викупило мережу електричного трамвая і електростанцію за 1 млн. 680 тис. крон. Було засновано комунальну компанію «Міські заклади електричні» («МЗЕ»), директором якої призначено Йозефа Томіцького.
У 1900 році мережа постійного струму зазнала значного розвитку. Потужність модернізованої електростанції збільшили до 1000 кінських сил. При будівництві оперного театру в його підвалі було змонтовано дві акумуляторні батареї по 250 кінських сил, від електростанції до театру було прокладено живлячі кабельні лінії на 220 В. У період з 1900 по 1910 роки для електропостачання будинків та вулиць Львова було додатково прокладено 150 км кабелів постійного струму напругою 220 В.
Паралельно з цим, МЗЕ позбувалася конкурентів. У 1906 році було викуплено та електрифіковано кінний трамвай. Було також викуплено локальні електростанції, які працювали в центрі міста для енергоживлення певних будівель (зокрема, Галицьку ощадну касу (пароагрегат електростанції постійного струму), готель «Імперіал», Пасаж Гаусмана). Паралельно, велося будівництво електромереж у місті: було зведено 3 розподільчі пункти, до яких під'єднано 80 трансформаторних підстанцій.
У 1908–1910 роках на Персенківці було споруджено електростанцію змінного струму потужністю 6000 кінських сил (4500 кВт) вартістю 10 мільйонів крон, яка існує дотепер. Станція працювала спочаку на сілезькому вугіллі, а після будівництва газопроводу з Дашави — на природному газі. Воду для котлів подавали з джерела «Софіївка» в парку «Залізна Вода».
З введенням в експлуатацію електростанції змінного струму на Персенківці, почався перехід ліній постійного струму на змінний. У 1916 році припинила роботу електростанція постійного струму на Вульці, натомість, для потреб трамвайної мережі, було зведено випрямлювальну підстанцію. Під час українсько-польської війни у 1918 році значних пошкоджень зазнали електромережа та електростанція, внаслідок чого до травня 1919 року припинилося електропостачання міста і рух трамваїв.
У 1928 році для електропостачання водозабірної станції «Карачинів» біля Львова було збудовано першу позаміську лінію електропередач напругою 30 кВ. У 1932–1936 роках відбувалася інфтенсивна електрифікація Винник, Дублян, Зимної Води, Янова, Жовкви та Брюховичів: було збудовно 10 підстанцій напругою 30 кВ і 330 км повітряних ліній електропередач. Для їх обслуговування з МЗЕ було виділено Підприємство львівської окружної мережі.
Під час Другої світової війни електричне господарство зазнало значних втарат.
23 лютого 2015 року через заборгованість за спожиту електроенергію в сумі 1, 6 млн гривень ПАТ Львівобленерго відімкнуло подачу електроенергії на об'єкти комунального підприємства «Дрогобичводоканал», у тому числі і на водозаборі «Гірне». В результаті без води залишилось близько 70 % споживачів послуг КП «Дрогобичводоканал», а це — жителі міст Дрогобича, Стебника та Трускавця, окремих сіл Дрогобицького району, об'єкти і установи комунальної власності. Борг перед ПАТ Львівобленерго виник через несплату КП «Дрогобичводоканал» значних коштів ТзОВ «Трускавецький водоканал». Станом на 1.02.2015 року заборгованість ТзОВ «Трускавецький водоканал» перед КП «Дрогобичводоканал» становила понад 7,1 млн гривень.

## Характеристика підприємства
Приватне акціонерне товариство «Львівобленерго» є правонаступником Державної акціонерної енергопостачальної компанії «Львівобленерго», заснованої відповідно до наказу Міністерства енергетики та електрифікації України від 17 серпня 1995 року № 156 шляхом перетворення Виробничого енергетичного об'єднання «Львівенерго» згідно з Указом Президента України № 282 / 95 «Про структурну перебудову в електроенергетичному комплексі України» від 04.04.1995 р.
20 листопада 1998 року на перших загальних зборах акціонерів ДАЕК «Львівобленерго» було прийнято нову редакцію Статуту, згідно з яким змінено назву на Відкрите акціонерне товариство «Львівобленерго».
У 2011 році Відкрите акціонерне товариство «Львівобленерго» в установленому законом порядку, керуючись п.1 ст.5 Закону України «Про акціонерні товариства», змінило найменування на Публічне акціонерне товариство «Львівобленерго».
У 2017 році Загальні Збори акціонерів ПАТ «Львівобленерго» ухвалили рішення про зміну типу Товариства з Публічного акціонерного товариства (ПАТ) на Приватне акціонерне товариство (ПрАТ).
Станом на 2010 рік товариство складається з Виконавчої дирекції, 22 районних електричних мереж (структурні підрозділи), Львівського та Дрогобицького високовольтних районів електричних мереж, Львівських міських електричних мереж. Структурних одиниць: «Львівенергоналадка», «Львівенергоавтотранс», «Львівенергосервіс» та Загін охорони. Зазначені структурні підрозділи та структурні одиниці не мають статусу юридичної особи.
Структурні одиниці:
- «Львівенергоналадка» (м. Львів, вул. Козельницька, 3) — здійснює метрологічне забезпечення підрозділів Товариства, ремонт та перевірку приладів обліку, ремонт електрообладнання напругою 6-110 кВ, виготовлення проектно-кошторисної документації на заміну, реконструкцію та будівництво нових об'єктів електромереж, контроль за станом ізоляції електромереж.
- «Львівенергоавтотранс», (м. Львів, вул. Сяйво, 10) — предметом діяльності ЛЕАТ є надання послуг автотранспорту та спецтехніки як для підрозділів Товариства, так і для сторонніх організацій.
- «Загін охорони», (м. Львів, вул. Кос-Анатольського, 1) — здійснює охорону об'єктів у всіх підрозділах Товариства, дотримання контрольно-пропускного режиму та запобігання крадіжкам матеріальних цінностей.
- «Львівенергосервіс», (м. Львів, вул. Козельницька, 3), була ліквідована з 15 квітня 2009 року у зв'язку з передачею функцій із знімання показів приладів обліку, вручення рахунків за спожиту електроенергію та попереджень побутовим та юридичним споживачам в РЕМ.

Загальними зборами акціонерів Товариства 21 квітня 2000 року. Були створені 4 дочірні підприємства: «Львівенергоконсалтинг», «Львівенергорембуд», «Львівенергософт» та «Львівенергоком».
- «Львівенергоком», (м. Львів, вул. Козельницька, 3) — предметом діяльності є торгівля товарами та проведення земельно-кадастрових робіт як для потреб Товариства, так і для сторонніх організацій.
- «Львівенергорембуд», (м. Львів, вул. Буйка, 16) — предметом діяльності є проведення ремонтно-будівельних та електромонтажних робіт, реалізація матеріалів та електролічильників для потреб Товариства та сторонніх організацій.
- «Львівенергоконсалтинг», (м. Львів, вул. Козельницька, 3) — предметом діяльності є юридична діяльність, зокрема, стягнення коштів за електроенергію та інших нарахувань з боржників — споживачів Товариства.
- «Львівенергософт», (м. Львів, вул. Шевченка, 1) — предметом діяльності є розробка та впровадження програмних продуктів для потреб Товариства та сторонніх організацій.

Продаж електроенергії є основним видом діяльності товариства. У загальній структурі продажу електроенергії, продаж електроенергії юридичним особам (промисловим та непромисловим споживачам) у 2009 р. становив 56 %, побутовим споживачам — 44 %.
Загалом, у 2009 році власним споживачам ВАТ «Львівобленерго» продано 3 201 676 тис. кВт·год. електроенергії на загальну суму 1 492 835 тис. грн. (з ПДВ).
Ключовими споживачами у 2009 році виступали:
- МКП «Львівводоканал» — споживання становить 131 170 тис. кВт·год. на загальну суму 80 052 тис. грн. (з ПДВ).
- МКП «Дрогобичводоканал» — споживання становить 21 009 тис. кВт·год. на загальну суму 13 015 тис. грн. (з ПДВ).
- МКП «Львівелектротранс» — споживання становить 23 090 тис. кВт·год. на загальну суму 5 649 тис. грн. (з ПДВ).

Одним із видів діяльності ВАТ «Львівобленерго» є транзит електроенергії. Суть транзиту полягає в використанні електричних мереж та іншого обладнання незалежних постачальників для передачі електроенергії споживачам товариства. Цей вид діяльності є ліцензований, регулюється законодавством України та здійснюється відповідно до договору на передачу електроенергії місцевими електромережами між постачальником електроенергії за нерегульованим тарифом та електропередавальною організацією.
У 2009 році діяли договори на транзит електроенергії з 5 незалежними постачальниками. Загальний обсяг транзитної електроенергії становив 712 807 тис. кВт·год, що становить 18 % від загального постачання енергії у 2009 році.
Цінні папери товариства (прості іменні акції) лістинг не проходили і не торгуються на біржовому та на організованому позабіржовому ринках.
Власниками компанії є офшорні кіпрські контори (Bikontia Enterprises Limited, Larva Investments Limited, ZOCATINI ENTERPRISES LTD та ін.) афільовані з Ігорем Коломойським та Григорієм Суркісом.